# Grote of Onze-Lieve-Vrouwekerk (Dordrecht)

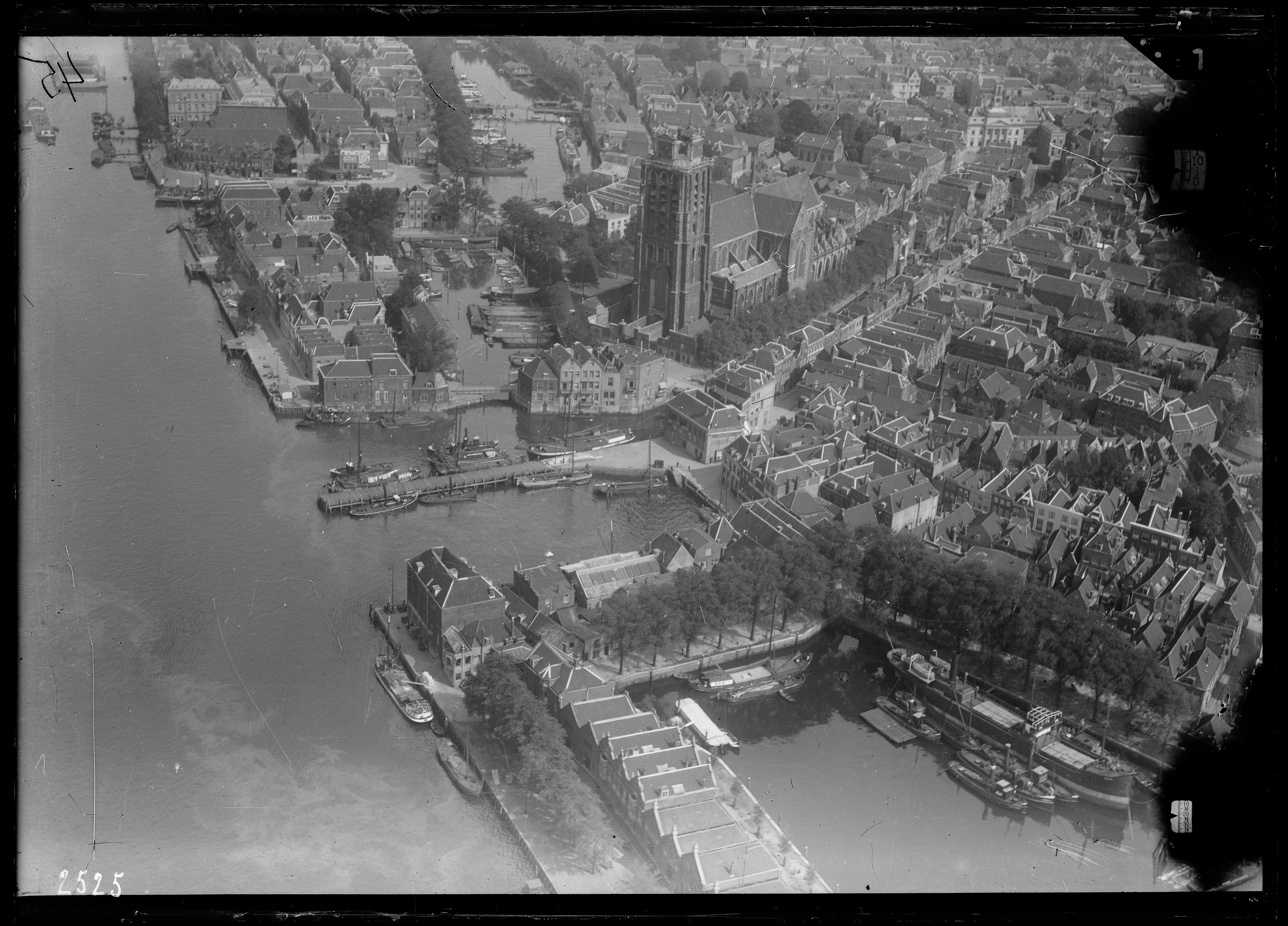
Luchtfoto van de Grote of Onze-Lieve-Vrouwekerk (1920-1940), Nederlands Instituut voor Militaire Historie.

De Grote of Onze-Lieve-Vrouwekerk te  Dordrecht, in de Nederlandse provincie Zuid-Holland, is de grootste kerk van deze stad. Het is een kruisbasiliek in Brabants-gotische stijl met een onvoltooide toren en de op een na oudste kerk van de stad (de oudste heet paradoxaal genoeg de Nieuwkerk). In 1572 kwam de kerk in handen van de protestanten. De kerk staat in de 'Top 100 van de Rijksdienst voor de Monumentenzorg' uit 1990.

## Bouwgeschiedenis
De Grote Kerk heeft een voorganger in romaanse stijl gehad, waarvan de fundamenten bij opgravingswerkzaamheden onder het huidige gebouw zijn gevonden. De tegenwoordige kerk is opgetrokken in een vrij sobere variant van de Brabantse gotiek waarvan ze een van de meest noordelijke representanten is. Het is ook de enige grote stadskerk in het voormalige graafschap Holland die volledig in steen is overwelfd.
Het oudste deel van de tegenwoordige kerk is het Mariakoor, een kapel ten noorden van het hoogkoor die vanaf 1285 werd opgetrokken. Misschien was de verheffing tot kapittelkerk in 1367 aanleiding tot grootscheepse nieuwbouw. De kerk werd in 1457 ernstig beschadigd door een grote stadsbrand, maar vier jaar later was de schade hersteld. Rond 1470 had de kerk haar huidige vorm. De Vlaamse bouwmeester Everaert Spoorwater heeft een belangrijk aandeel gehad in de bouw. De toren, ontworpen door Antoon I Keldermans, werd gebouwd vanaf circa 1504 maar zij is nooit geheel voltooid. De kerk is voor het laatst van 1982 tot 1987 geheel gerestaureerd.

## Interieur
Het interieur van de kerk staat vooral bekend om zijn koorbanken in vroege renaissancestijl, gemaakt van 1538 tot 1541. Op de panelen boven de zittingen en op de misericordes zijn zeer minutieus Bijbelse en wereldlijke voorstellingen uitgesneden. Het weelderige koorhek van marmer en koper dateert uit 1744, de al even overdadige kansel uit 1756.  Verder bevinden zich in de kerk talrijke gebeeldhouwde grafzerken, waaronder een goed geconserveerd marmeren exemplaar, waarop de familiewapens tijdens de Franse overheersing niet zijn weggehakt doordat de familie de steen omdraaide (vergelijk de elders overal weggehakte familiewapens op kerkelijke grafstenen). Er zijn een paar neogotische gebrandschilderde ramen en het gedenkraam voor Catharina van Santen (1954), die verschillende episoden uit de geschiedenis van Dordrecht weergeven.
Kam-orgel
Het hoofdorgel dateert uit 1859, toen de Rotterdamse orgelbouwer Willem Hendrik Kam een nieuw instrument bouwde in de kas van het vorige orgel uit 1671, dat door Nicolaas van Hagen uit Antwerpen vervaardigd en door de Dordtse orgelmaker Carl Jacobsz. Pellereyn voltooid was. Het telt 51 registers en een vrij pedaal. Het beeldhouwwerk rond het orgel stamt uit de 18e eeuw, op het orgel zijn de familiewapens van de kerkrentmeesters aangebracht. Het instrument onderging in de eerste decennia van de 21e eeuw een grote restauratie door de orgelfirma Reil, die in mei 2021 werd voltooid.
Bach-orgel
In het Mariakoor van de kerk werd in 2007 een tweede orgel in gebruik genomen, het zogenaamde Bachorgel. Het werd nieuw gebouwd door de orgelbouwers Verschueren uit Heythuysen naar het voorbeeld van de orgels die Gottfried Silbermann in de 18e eeuw bouwde voor de Dom van Freiberg en de Katholische Hofkirche in Dresden. Het initiatief tot de bouw van dit tweede orgel kwam voort uit de wens om barokmuziek uit de tijd van Johann Sebastian Bach te kunnen spelen, omdat het Kam-orgel vooral geschikt is voor muziek van daarna. Het Bachorgel telt 34 registers.

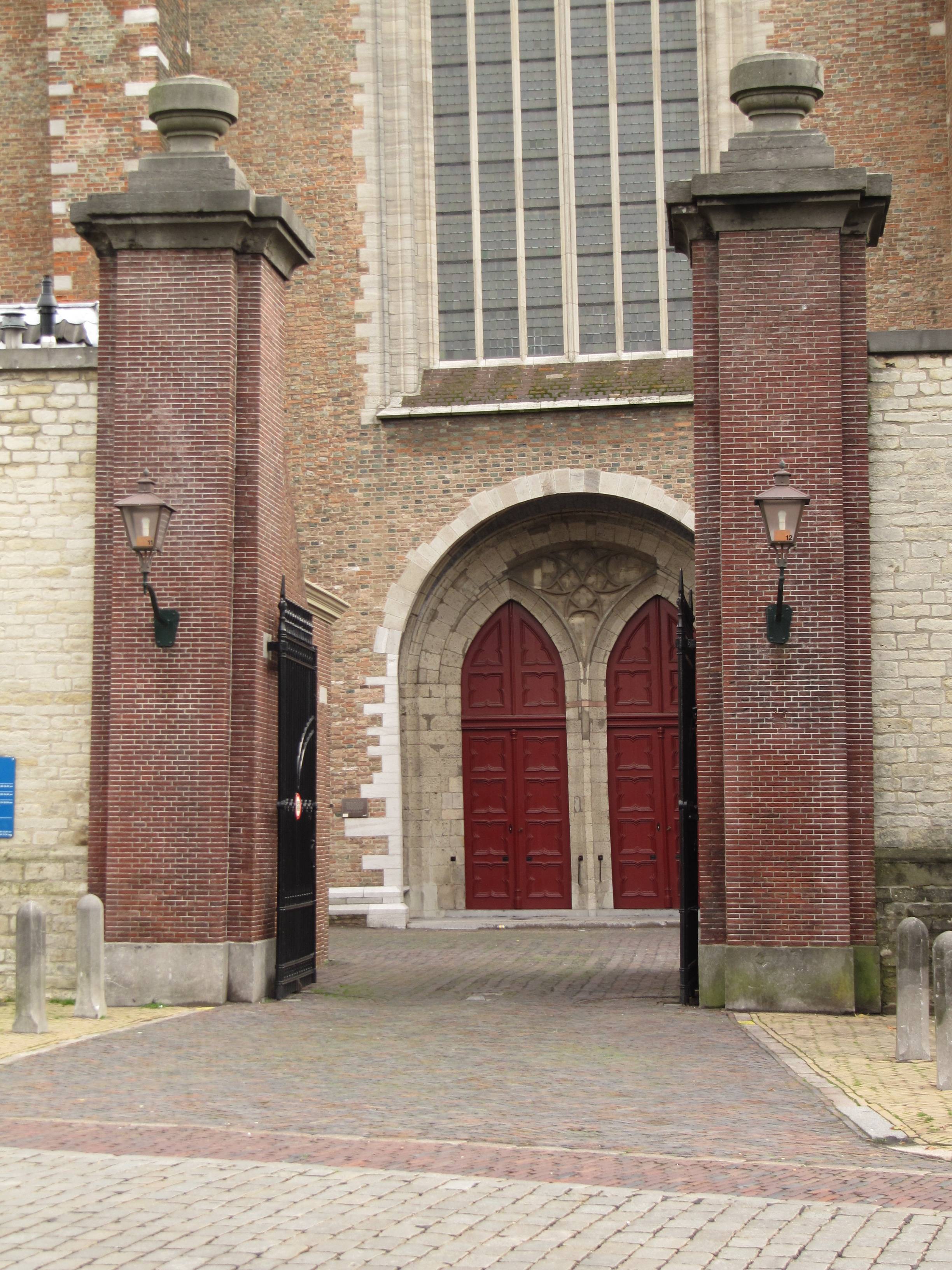
Hekpijlers
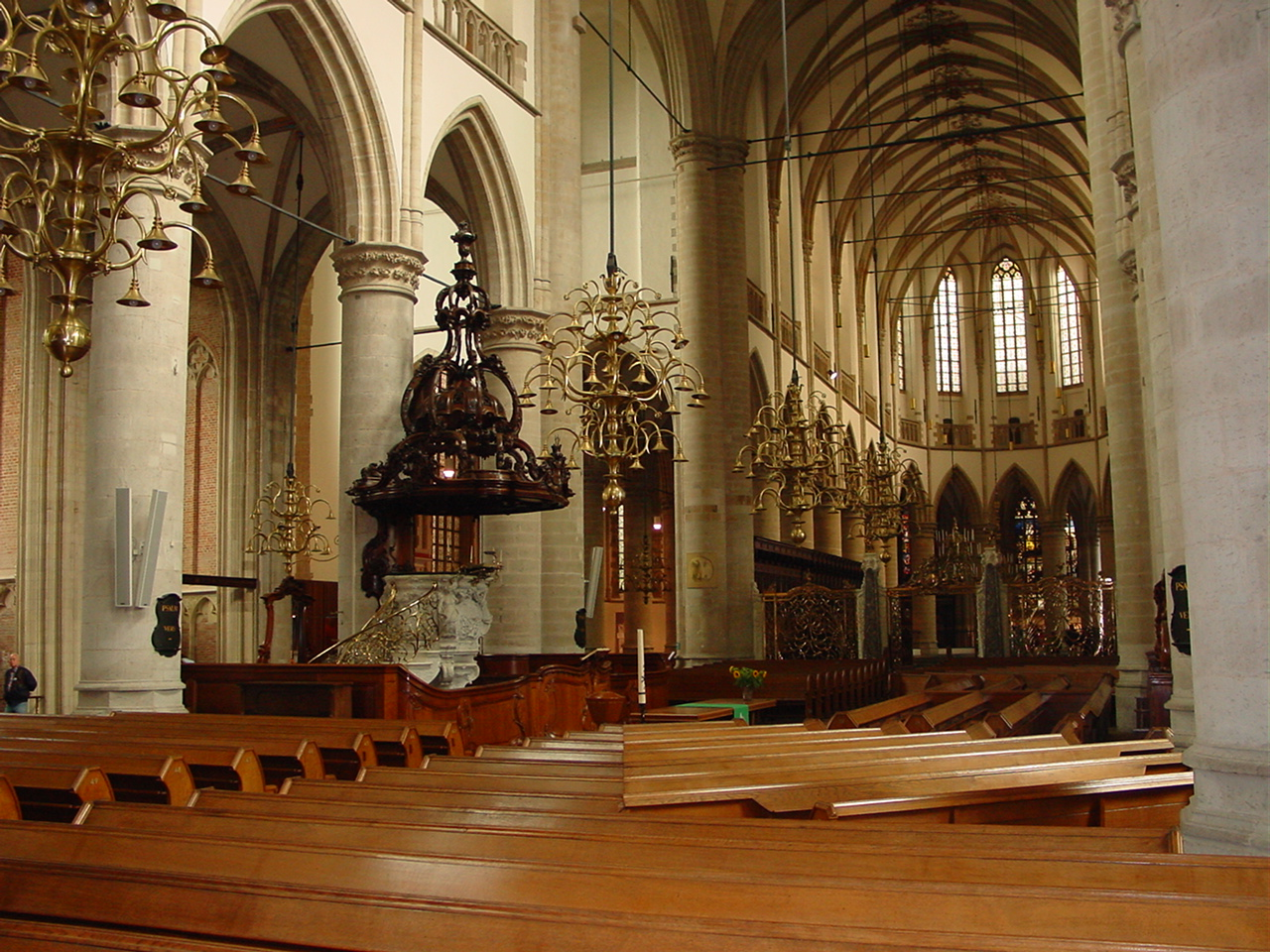
Interieur van de Grote of Onze-Lieve-Vrouwekerk
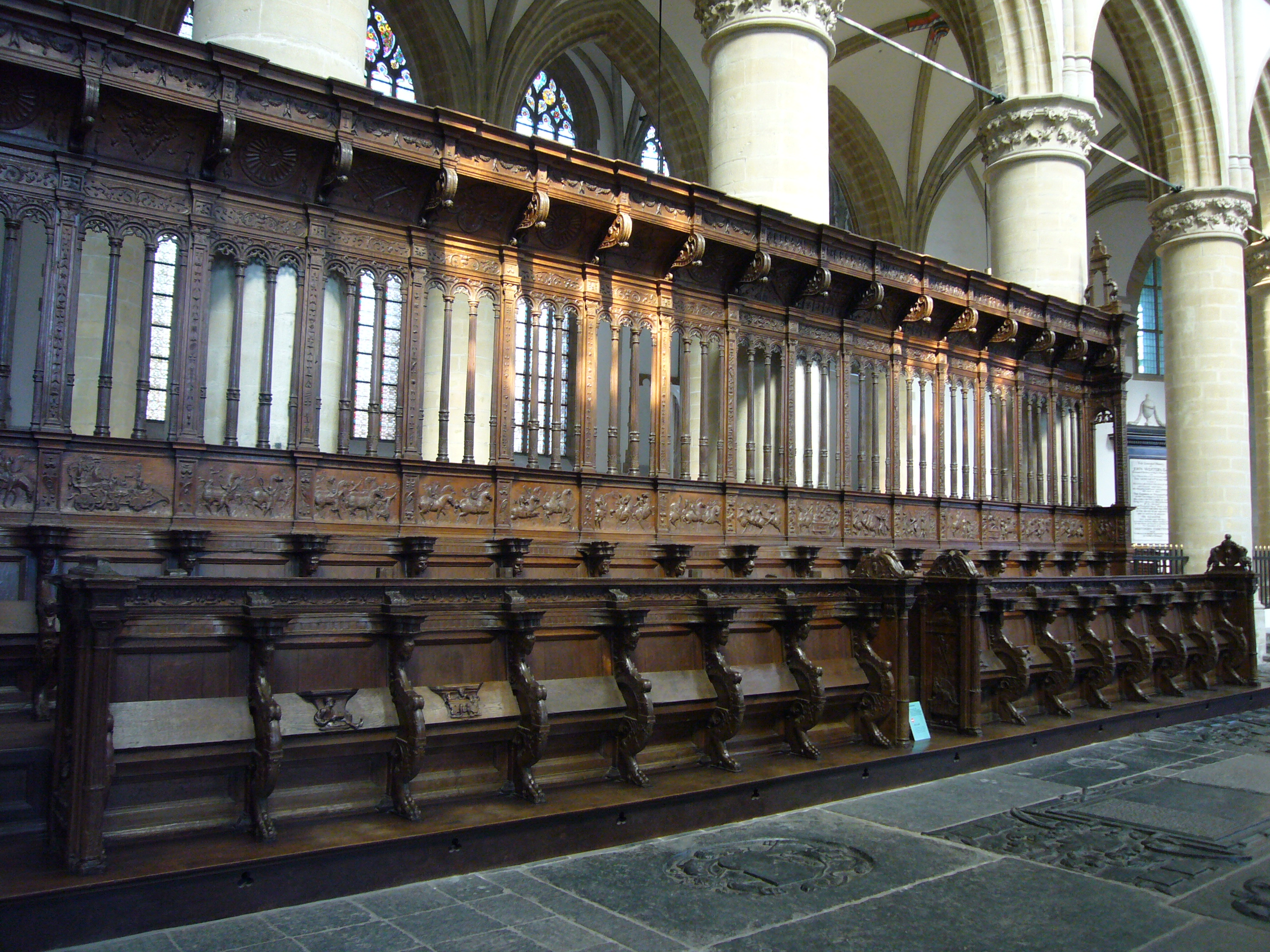
Het koorgestoelte aan de noordzijde van het koor
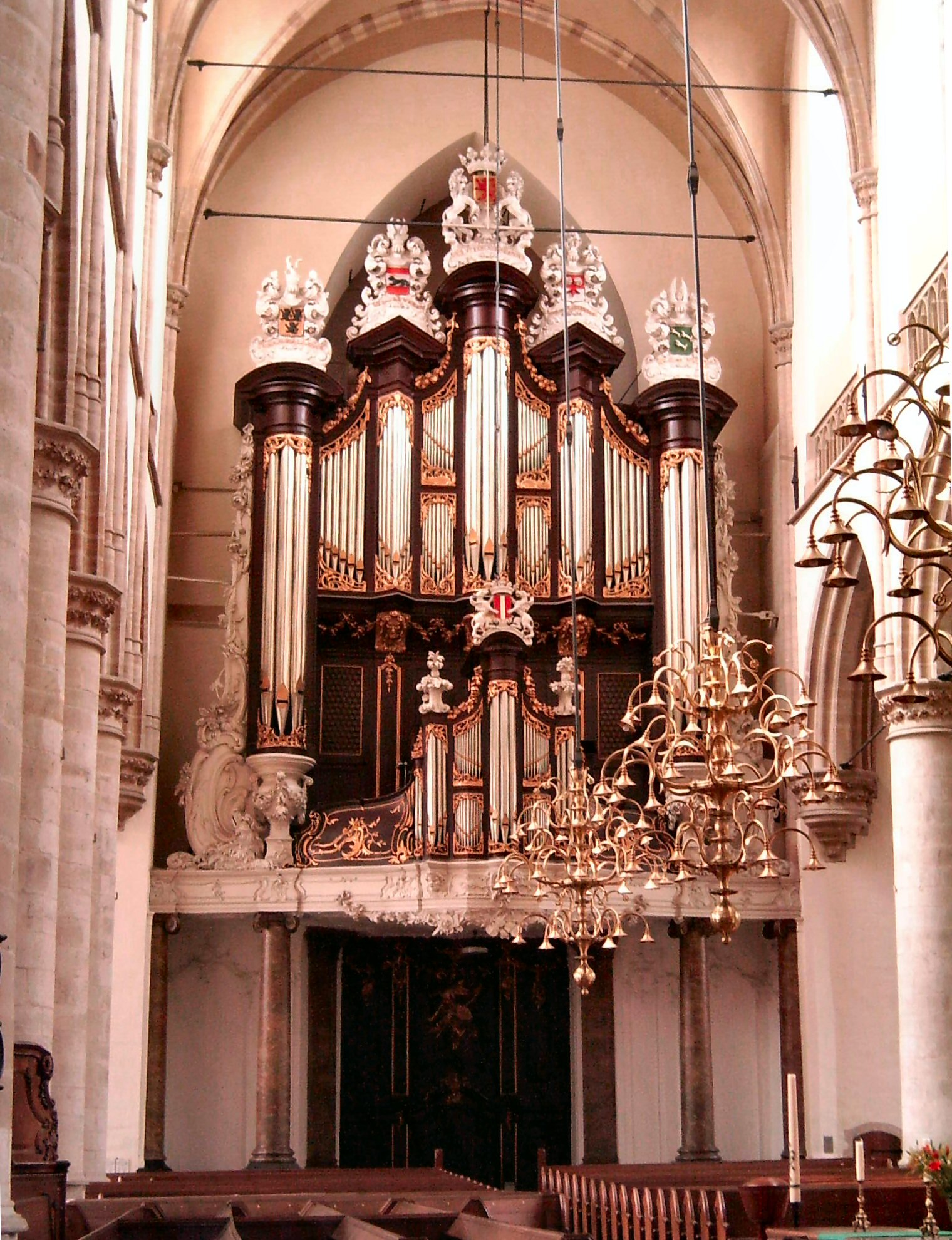
Het 19e-eeuwse Kam-orgel met 17e-eeuwse orgelkas, gezien vanuit het hoogkoor

## Toren
De toren meet 65 meter, met de grote trans op 52 meter. De toren is scheef. Net als bij bijvoorbeeld de Toren van Pisa komt dit door de drassige ondergrond. Deze was niet stevig genoeg om de toren te kunnen dragen zonder daarbij te verzakken. Het oorspronkelijke plan was de toren te voorzien van een achtkantige verdieping en een spits waarmee hij 108 meter hoog had moeten worden. De scheefstand was in de middeleeuwen de voornaamste reden waarom dat plan niet uitgevoerd werd. In plaats daarvan staan er vier wijzer-klokken op de toren, elk in een eigen stenen paneel. Tussen 1953 en 1973 vond er een restauratie plaats waarbij de scheefstand van 2,25 meter is gestabiliseerd door het aanbrengen van een nieuwe fundering van gewapend beton.
De toren was eeuwenlang het hoogste gebouw van Dordrecht. Sinds 2000 is de toren van de Grote Kerk wat hoogte betreft met 6 meter voorbijgestreefd door woontoren de Sequoia in de wijk Stadspolders die 71 meter hoog is.
De beiaard van de toren behoort, na een uitbreiding in 1999, met zijn 67 klokken en zijn 52.000 kilogram tot de grootste in Europa. De zware basklok van 9830 kilogram is de zwaarste klok van Nederland.
Op de kruising van het dak staat een vieringtoren. Deze kwam bij een storm in 1610 met dak en al naar beneden, en werd daarna opnieuw gebouwd. De Angelusklok, in de katholieke tijd dagelijks geluid om 12.00 uur voor het bidden van de Engel des Heren, werd niet meer teruggehangen. Pas in december 2021 werden dankzij de Vrienden van de Grote Kerk twee nieuwe klokken gegoten bij Allanconi in Italië, met daarop een deel van het Pater Noster. Ze worden geluid tijdens het bidden van het Onze Vader.

## Synode van Dordrecht 1618-1619
Van 19 november 1618 tot 27 november 1619 heeft de Synode in zeven zittingen over de vertaling van de Bijbel gesproken.

## Herziene Statenvertaling
Op 4 december 2010 vond in de kerk de officiële presentatie van de Herziene Statenvertaling plaats.